# Dollocaris
Genre
Dollocaris est un genre fossile de crustacés de la famille fossile des Dollocarididae (classe fossile des Thylacocephala).

## Description

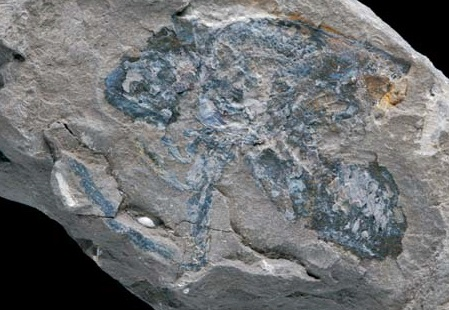
Fossile de Dollocaris ingens.

Ce sont de petits arthropodes marins d'une longueur de 5 à 20 cm de longueur. Leur corps est recouvert par une carapace, de laquelle sortent trois paires d'appendices préhensiles qui lui permettaient d'attraper ses proies, dont des crevettes (retrouvées dans son estomac).
Leur qualité de conservation dans le lagerstätte de La Voulte-sur-Rhône a permis, en 2016 par une analyse microtomographique aux rayons X, de les étudier en détail. Les yeux hypertrophiés de Dollocaris ingens, en particulier, ont montré un nombre exceptionnel de 18 000 facettes par œil, nombre record pour un fossile, et seulement surpassé dans le vivant par celui des libellules. Selon Vannier et son équipe, cette caractéristique exceptionnelle indique que Dollocaris ingens était un « prédateur visuel » avec une vision probablement adaptée à un environnement marin faiblement éclairé dans la partie inférieure de la zone photique.

## Liste des espèces
Selon GBIF (8 mars 2024) :
- † Dollocaris ingens van Straelen, 1923[4]
- † Dollocaris michelorum Polz, 2001

L'espèce Dollocaris ingens a été découverte en France dans le « konservat-lagerstätte » de La Voulte-sur-Rhône dans le département de l'Ardèche. Ce niveau est daté du Callovien (Jurassique moyen), soit environ 163 Ma (millions d'années),,,.

## Classification
Le nom valide complet (avec auteur) de ce taxon est Dollocaris Van Straelen, 1924,,.

### Publication originale
- [1924] Victor Van Straelen, « Les Mysidacés du Callovien de la Voulte-sur-Rhone (Ardèche) », Bulletin de la Société Géologique de France, Paris, 4e série, vol. 23,‎ 1924, p. 431-439 (ISSN 0037-9409, e-ISSN 1777-5817, lire en ligne, consulté le 8 mars 2024). .